# قطب الهيدروجين المعياري

قطب الهيدروجين القياسي
1 – قطب من البلاتين
2 – دخول غاز الهيدروجين
3 – محلول حمضي(H^{+} = 1 مول/لتر)
4 – مصيدة لمنع الأكسجين من الدخول
5 – خزان

قطب قياسي للهيدروجين في كيمياء كهربية (بالإنجليزية: standard hydrogen electrode) هو قطب أكسدة-اختزال يشكل أساس قائمة جهد القطب القياسي. وقد عين الجهد المطلق للقطب بأنه مساويا 4.44 ± 0.02 Vفولت عند 25 درجة مئوية، ولكن بغرض تشكيل أساسا لمقارنة تفاعلات أقطاب أخرى فقد اصطلح على جعل القطب القياسي للهيدروجين (E0) مساويا للصفر عند جميع درجات الحرارة.
وبناء على ذلك يقارن جهد أي قطب آخر بالجهد القياسي للهيدروجين عند نفس درجة الحرارة.
ويعتمد قطب الهيدروجين على تفاعل أكسدة-اختزال لنصف خلية:
(2H+(aq) + 2e- → H2(g
يحدث هذا تفاعل الأكسدة-اختزال في قطب بلاتين مطلي بالبلاتين شديد النقاوة.
يغمس القطب في محلول حمضي وتطلق خلاله فقاقيع الهيدروجين النقي. ويحافظ على تركيز كل من الهيدروجين وأيوناته في المحلول ليكون مساويا للواحد. هذا معناه أن يكون ضغط غاز الهيدروجين 1 بار وفاعلية أيونات الهيدروجين في المحلول 1 مول. فتكون الفاعلية الكيميائية لأيونات الهيدروجين مساوية لتركيزها الفعلي، حيث التركيز الفعلي هو التركيز الابتدائي مضروبا في معامل الفاعلية. وتكون معاملات الفاعلية قريبة من 1 للمحاليل المائية المخففة جدا، ولكنها تكون أقل من الواحد للمحاليل المركزة.
وتكتب معادلة نرنست كالآتي:
{\displaystyle E={RT \over F}\ln {a_{H^{+}} \over (p_{H_{2}}/p^{0})^{1/2}}}
أو
{\displaystyle E=-{2.303RT \over F}pH-{RT \over 2F}\ln {p_{H_{2}}/p^{0}}}
حيث:
- aH+ فاعلية أيونات الهيدروجين،

aH+=fH+ CH+ /C0
- pH2 الضغط الجزئي لغاز الهيدروجين، باسكال،
- R ثابت الغازات العام
- T درجة الحرارة ب كلفن،
- F ثابت فاراداي (كمية الشحنة الكهربائية ل 1 مول), ويساوي 9.6485309*104 كولوم مول−1
- p0 الضغط القياسي 105 باسكال

## العلاقة بين القطب القياسي للهيدروجين والقطب المعتاد للهيدروجين
في بدء تطور الكيمياء الكهربائية كان الباحثون يستخدمون القطب المعتاد للهيدروجين لمعايرة وكانوا يجعلوه مساويا للصفر. وكان ذلك بديهيا حيث يمكن تجهيزه بسهولة عن طريق «غمس قطب من البلاتين في محلول حمضي بتركيز 1N والقيام بتمرير فقاقيع غاز الهيدروجين في المحلول عند ضغط 1 جوي». ولكن حالة السطح بين قطب البلاتين والمحلول الحمضي لم يمكن تحضيره بطريقة دقيقة، فكان يتعرض لتغيرات عند وجود شوائب حتى ولو كانت بنسب تافهة. واستبدل الباحثون هذا القطب بما أسموه «القطب القياسي للهيدروجين»، وهو يتميز بسطح افتراضي حيث تركيز H+ كان 1m, ولكن بافتراض أن أيونات H+ لا تتفاعل مع أيونات أخرى (وهذا لا يمكن أن يكون من الوجهة الفيزيائية عند التركيزات المستخدمة).
وباختصار لا بد من التفرقة بين:
القطب المعتاد للهيدروجين NHE:
وهو جهد قطب البلاتين مغمس في محلول حمضي بتركيز 1N (وهو قطب معايرة قديم ولا يستعمل الآن)،
القطب القياسي للهيدروجين SHE: 
وهو جهد قطب البلاتين المغمس في «محلول نظري» (وهو القطب القياسي المعرّف بالجهد 0 ويستخدم الآن)

## المشكلة
بسبب خاصية الامتصاص العلية لقطب البلاتين فلا بد من العناية بالمحافظة على سطحه بعيدا عن أي مادة عضوية وكذلك عزله عن أكسجين الجو. وقد تبين أيضا أن أيونات مواد غير عضوية يمكنها خفض حالته التكافؤية مثل أيونات الحديد Fe3+, وأيونات أكسيد الكروم CrO42-.
كذلك يجب الاحتراس من تلوثه بمواد مثل: الفضة والزئبق والنحاس، والرصاص، والكادميوم.
ويمكن للمواد الآتية أيضا أن تُفسد قطب البلاتين: الكبريتات وأملاح الكبريت، ومواد غروانية وأشبه القلويات، ومواد توجد في الكائنات الحية.
- نظرا لحساسية القطب القياس الهيدروجيني، وتغيره أيضا بدرجة الحرارة، تستعمل أقطاب أخرى أنسب للمعامل الكيميائية وكذلك للاستخدامات التقنية في الصناعة: مثل قطب كالومل المشبع وهو يحتوي قطب زئبق/كلوريد زئبق، وكذلك قطب كلوريد الفضة وهو يعمل بفلز فضة/كلوريد الفضة. تلك الأقطاب تُعد أقل حساسية لدرجة الحرارة، كما يستخدم قطب كلوريد الفضة في الصناعة حتى 300 درجة مئوية.

## اقرأ أيضا
- قطب الباهاء
- محلول منظم
- قطب كالومل المشبع
- قطب كلوريد الفضة
- جهد قياسي
- جهد اختزال
- تفاعل يمتص الحرارة
- تفاعل كيميائي
- بطارية الرصاص
- تفكك كيميائي
- تفاعلات أكسدة-اختزال
- كيمياء كهربية
- قائمة الجهود القياسية
- قياس الاستقطابية